# 鷲崎健
鷲崎 健（わしざき たけし、1973年10月26日 - ）は、日本のラジオパーソナリティ、ミュージシャン。アトミックモンキー所属。伊福部崇とのユニット、ポアロのメンバーでアコースティックギター・ボーカル・作詞・作曲担当。血液型B型。

## 人物紹介

### 来歴
兵庫県神戸市東灘区御影石町出身。神港学園神港高等学校卒業、大阪芸術大学芸術学部文芸学科中退。大学は推薦入試で合格。大学時代はマスコミ研究会に所属し、後輩だった伊福部崇と知り合う。伊福部と共同しラジオネーム「ポアロ」名義で『伊集院光 深夜の馬鹿力』の「輝け! 紅白電波歌合戦」コーナーへの投稿などをする。
NEWSと言うお笑いの芸能事務所に所属し、周りがコンビ芸人ばかりであった為に自分たちもコンビ名が欲しい言うことでユニット「ポアロ」を結成。事務所が東京に移転する事になり合わせて上京する。その後、POAROとしてソルト、ライトニングスカーレットを経て、アトミックモンキーへ所属。
文化放送がBSQRを立ち上げる際、放送作家としてデビューしていた相方の伊福部が、タレントよりギャラが安く、権利に関係なく使えギターを弾ける鷲崎を自身が関わる番組に呼ぶようになった。初めて出演したのは『小野坂・伊福部のUNHAPPY』で、「CDを作る」という番組コンセプトに合わせてギター演奏を披露し、「T・G（健君のギター）」という名前で呼ばれていた。その後、『榎本温子のらじお・む〜』、『SOMETHING DREAMS マルチメディアカウントダウン』、『はぴぱら』等にゲスト出演なども行った。
2003年に『浅野真澄のスパラジ!』のアシスタントとして初めて正式にレギュラー出演を果たす。浅野1人では心許無いのとタレントを呼ぶ金が無いと言う理由であった。2004年には文化放送 A&Gゾーンの看板番組である『A&G 超RADIO SHOW〜アニスパ!〜』のパーソナリティに抜擢されたことで知名度が上がった。その後『アニスパ!』におけるトークの才能が評価され、他のラジオ番組のパーソナリティやアニメ関連イベントの司会業も行うようになった。
2007年には初めての冠番組『Voice of A&G Digital 鷲崎健の超ラジ!』がスタート。その後、『鷲崎健の2h』、『鷲崎健のTHE CATCH』と、リニューアルしながら2016年3月まで続いた。
2008年に、初のソロアルバム『Silly Walker』をリリースする。2010年5月12日、『SINGER SONG LIAR』をリリース。オリコンランキングでウィークリー22位、デイリーでは9位を記録。またインディーズアルバムランキングでは週間ランキングで1位を獲得した。
2008年に『のらみみ2』で、声優デビューする。
2010年5月24日、ダイナマイト関西の派生イベント「D関無双」に参加。サバイバル二回戦において優勝をする。最後はPOAROの相方の伊福部との一騎討ちだった。
現在は文化放送やドワンゴ提供のコンテンツ、アニメ関連イベントの司会業を中心に活躍中。また近年では自身の音楽知識を活かしアーティストとのトークも行っている。
文化放送で放送されていた『吉田照美 飛べ!サルバドール』においては、パーソナリティの吉田照美が休暇した2014年10月3日、2015年10月9日にピンチヒッターとして出演した過去があるなどアニメ関連以外の番組出演もある。
2015年2月1日、クラウドファンディングによる「鷲崎健 4thアルバム&1stワンマンライブ 実現プロジェクト」を計画、目標金額720万円という設定に対して3000万円を超える活動支援金が集まった。これを元に、2015年10月26日、4枚目のアルバム「What a Pastaful World」を発売。2015年12月19日に東京、2016年1月16日に大阪でワンマンライブを行った。また、クラウドファンディングのリターンとして、2016年2月26日に、ニコニコ生放送で限定ライブを行った。
2016年4月から、火曜日から金曜日の0時から1時までの帯番組、『鷲崎健のヨルナイト×ヨルナイト』の配信が開始。2022年4月10日から2024年3月24日までは自身としては初めて担当する日曜午後ワイド番組『鷲崎健のヒマからぼたもち』を担当していた。
2022年10月19日、『鷲崎健のヨルナイト×ヨルナイト』水曜日配信中にてクラウドファンディングによる新しいアルバム制作を発表した。内容的には白紙状態でこれからだとも付け加えて告知された。

### 人物
- 愛称は「ワッシー」、「たけちゃん」。また、榎本温子、高橋美佳子、山本麻里安、櫻井孝宏からは、「たけしくん」と呼ばれている。
- 趣味はCD収集。幅広いジャンルの楽曲を所持している。
- ポアロではオタク向けの楽曲を主に手がけているが、本人はオタクではないと否定している。
- 自身のソロアルバムのクレジットには必ず、「Singer Song Liar: 鷲崎健」（あるいは「Singer Song Liar: Takeshi Washizaki」）と表記される。
- 身長170cm、体重60kg。
- 好物はサッポロ一番塩らーめん、手羽先、鯖。サッポロ一番塩らーめんは世界で一番美味いと思っている。手羽先は子供の頃から好きであり、子供の頃母親に「鶏肉好き三郎」と呼ばれていた。対して豆全般が苦手であり、唯一納豆が食べられなかった。
- メガネとあごひげがトレードマーク。メガネは伊達で、レンズ無しのもの。視力が弱いためメガネに度を入れたこともある（2007年8月頃、2019年2月頃）が、それ以降もレンズ無しのものを着用している。
- 学生時代はほとんど学校で喋らなかった。兄とその友達たちとの交流が多く、「ワシザキーズ」というバンドを組んでいた経験がある。
  - 兄の淳一郎は、主に劇団の舞台照明を担当する照明デザイナーであり、劇団青年座や劇団銅鑼などの照明を担当。そのこともあり、『アニスパ!』第300回の放送で動画配信が行われた際には、兄がホールの照明を担当した。その後、『鷲崎健の超ラジ!』にゲストとして登場し、弟がギターを弾き、兄がボーカルを取りセッションを行うなどしている。
- 韓国の音楽ユニットであるKARAのファン。韓国旅行の際にCDを購入したことがきっかけ。当時は日本で活動しておらず、韓国語歌詞しかなかったKARAの曲に対し、独自に翻訳した日本語歌詞を作詞。内田稔も巻き込んでライブなどで披露していた。
  - その後、『鷲崎健の超ラジ!』の企画で、内田とともにふたたび渡韓。KARAに直接インタビューを行い、対面を果たしている（鷲崎健の超ラジ!#エピソードも参照）。
  - 上記の縁もあり、日韓を通じてKARAとしては初となる単独コンサート「KARA First Showcase in JAPAN 2010」では、鷲崎が司会を行った。
  - 前述の日本語詞を付けた曲のうち、「Pretty Girl」は2ndアルバムの「SINGER SONG LIAR」に収録されている。
- うしろゆびさされ組、岡村靖幸、上田正樹、石田長生、RCサクセション、虹のコンキスタドールのファンでもある。特に忌野清志郎が死去した時には自身の番組で追悼コーナーを設けて放送した。
- アニメ周りでは坂本真綾、Wake Up, Girls!（特に吉岡茉祐）のファン。
- アニスパ開始の2004年（平成16年）4月をデビューと考えているため、井ノ上奈々や鹿野優以などを同期と言う。
- 痛風・高血圧持ち。
- サメ好き。FM FUKUOKAの深夜番組『ちんさや』のコーナー「さめんちゅ」を聴いて知識をつける[6]。
- 杉並区高円寺在住。

## エピソード
- 阪神・淡路大震災の被災者であり、実家は倒壊してしまい現在は無い。震災からの復興のため、当時所属していたNEWSの同士とともにフラワーテントを立ち上げ、運営を行っていた。実際にステージにも参加し自作の歌を歌っていた[7]。
- NEWSに所属していた時、スマイルズ、さらに相方を代えてチャップミートというコントユニットを組んでおり、定期的なライブに出演していた。また、社長の勧めで「論語ラッププラザーズ」という論語を基にしたラップをやっていた事がある。
- 上京後、葛飾・四つ木にあったNEWSの社長の家に数年居候をしていた。
- 25歳ぐらいの頃、バーの雇われマスターをやっていた。「普通のバーはお客が好きなことをしゃべっていくけど、ウチのバーはマスター（鷲崎本人）が一番しゃべっていた」とのこと。
- 大学4年間での取得単位2単位のみ。これは学校側のコンピュータのミスにより取得したものであり、実際は0である。
- 小さい頃の将来の夢は「敷布団と掛布団の間でずっと生きていきたい」である。

### ラジオ関連
- 『浅野真澄のスパラジ!』のアシスタントに抜擢された経緯は、『綾子・真澄のすみすみナイト』でラジオパーソナリティとしての評判を上げた浅野真澄の番組を始めることになり、そのアシスタントを探すことになったが、BSQRとBBQRでの配信番組であったため予算をかけることができず、当時文化放送に出入りしていた鷲崎に文化放送のプロデューサーの片寄好之が声をかけたというものである。その後『スパラジ!』は『アニスパ!』に発展し、鷲崎と浅野のラジオは長期間にわたり続くことになる。
- それより以前、ラジオ日本の『早起き情報局』にADのアルバイトとして参加、リポーターとして出演していた経験がある。
- 『堀江由衣の天使のたまご』には2004年以後21年連続、年始の放送で「獅子舞をブッキングしたらブッキングミスで鷲崎がブッキングされた」という設定でゲスト登場している。お互いにその年の目標を発表した後に、鷲崎が堀江をテーマにしたオリジナルソングを歌うのが恒例となっている。2013年の際はリスナーからの反響があまりないからという理由で歌われなかったが、翌週の放送で「（鷲崎さんの弾き語りを）楽しみにしてたのに」という内容のメールが大量に届き、2014年からはまた歌うようになったが、2022年より再び歌わなくなった。2015年は2014年最後の放送と2015年最初の放送の2週連続で『アニスパ!』で共演している浅野と一緒に出演した。2016年はスケジュールが合わず2月の出演となった。ちなみに、初めてゲスト出演したのは『アニスパ!』開始より前である。
- 鷲崎は関西出身であるが、担当番組の大半は文化放送の番組であり、しかも関西圏にネットされる番組は無かった。2008年10月開始の『鷲崎健と長嶋はるかのチェキらぼ』で初めてラジオ関西の番組を担当することになった。
- 2015年10月10日、文化放送『エジソン』にてゲストとして自身のアルバム宣伝の為に来たが今までゲストでの扱いが少ない、長年の番組スタッフも分かっている為、気を使いあえて番組を回す側にまわりMC2人にいろいろ宣伝してもらった。
- 2017年発売の『90分でわかるアニメ・声優業界』（落合真司、青弓社）では2ページに渡って「アニラジには欠かせない、唯一無二のラジオマン」と紹介されている。

## 主な経歴

### ラジオ・ネットラジオ・Web動画

#### 出演中
- 鷲崎健のヨルナイト×ヨルナイト（2016年4月4日 - 、ニコニコ生放送、超!A&G+〈2025年3月28日まで〉）
- 鷲崎健のアコギFUN!クラブ（2017年4月21日 - 、ニコニコ生放送）
- 思春期が終わりません!!（2018年4月8日 - 2025年3月、超!A&G+）[8]
- 鷲崎健・藤田茜のグレパラジオ（2018年8月23日 - 、音泉）[9]
  - 鷲崎健・藤田茜のグレパラジオP（2019年10月10日 - 、音泉）[10]
- 鷲崎健・千葉翔也 今んとこやや好き（2020年3月30日 - 、HiBiKi Radio Station）
- 鷲崎健・橋本和 王様とラッパ（2022年1月1日 - 、ラジオ関西・アニたまどっとコム）
- 鷲崎健・河野ひより 8ぶおんぶ（2024年7月9日 - 、HiBiKi Radio Station）
- 粋狂トカトントン（2025年4月1日 - 、Youtube）[11]
- 人間トカトントン（2025年4月7日 - 、Youtube）[12]

#### 終了・特番
- 大島典子の早起き情報局（1997年 - 1998年、ラジオ日本）
- サクラ大戦 有楽町帝劇通信局（ニッポン放送）
- ポアロのあと何分あるの?（2002年11月16日 - 2016年3月28日、BBstation）
- 浅野真澄のスパラジ!（2003年6月13日 - 9月19日、BSQR489）
  - 浅野真澄のスパラジ!AM（2003年10月18日、10月25日、文化放送）
  - 浅野真澄・鷲崎健のスパラジ!（2004年1月9日 - 3月19日、BSQR489）
  - 浅野真澄の女王様は私よ!with 鷲崎健（2004年11月26日、BSQR489）
  - 浅野真澄・鷲崎健のアニ〜スパらじ!（2006年3月25日、BSQR489、BSQR489閉局特番）
- ファミリー!文化放送2003〜2004スペシャル A&G presents 年またぎの夢見よう!アゴましておめでとう（2003年12月31日放送大晦日特番、文化放送）
- セガサミーアワー はーい井上商店ですよ!（2005年4月6日 - 2006年3月29日、文化放送）
- ラグナロクパーティー（2006年3月2日 - 9月7日、音泉）
- ジャンプ魂○○ラジオ（集英社インターネットラジオステーション）
- 文化放送A&G DREAM SQUARE ランダム放送 〜俺たち司会やってまーす〜（2006年10月21日、文化放送）
- Voice of A&G Digital 鷲崎健の超ラジ!（2007年3月16日 - 2010年10月1日、地上デジタルラジオ実用化試験局 UNIQue・後に超!A&G+に移動）
  - Voice of A&G 超ラジ!AM（2007年4月8日 - 9月30日、文化放送）
- 萌えテレ-ヘコヘコ給食-（2007年6月1日 - 8月31日、ニコニコ動画）
- @Tunes. 第二部（2007年10月10日 - 2008年3月28日、超!アニメロ）
- 鷲崎健のアニメロ新人オーディション（ニコニコアニメチャンネル）
- アニメロミックスPresents Say! GoodLuck!（2007年11月 - 2008年12月12日、ニコニコ動画）
- 会社ラジオ ガレージスタイル（2008年4月1日 - 9月23日、文化放送）
- 鷲崎健と長嶋はるかのチェキらぼ（2008年10月3日 - 2010年3月26日、ラジオ関西）
- 検定ジャポン@モバイルpresents えじけん!（2008年10月8日 - 2009年3月18日、超!A&G+）
- とりあえず生中（仮）（2009年5月28日 - 10月1日、ニコニコ生放送）
  - とりあえず生中（二杯目）（2009年10月8日 - 2010年4月1日、ニコニコ生放送）
  - とりあえず生中（三杯目）（2010年4月8日 - 10月28日、ニコニコ生放送）
- 剣と魔法と学園モノ。2 Presents スフィアと鷲崎と60分モノ（2009年6月27日、超!A&G+）
- 探せ!ミス農園娘グランプリ♪（2009年5月8日 - 8月28日、音泉）
- リッスン? 〜Live 4 Life〜（2009年10月5日 - 2010年9月28日、文化放送）
- 鷲崎K太郎（2010年1月12日 - 2012年3月30日、Podcast QR）
- 特攻野郎Aチーム 居酒屋応援大作戦! ―特攻野郎Aチーム THE MOVIE 公開スペシャル―（2010年8月17日、ニコニコ生放送）
- 電波研究社（2010年11月4日 - 2012年10月25日、ニコニコ生放送）
  - 電波諜報局（2013年4月4日 - 2016年3月3日、ニコニコ生放送）
  - 電波ラボラトリー（2016年5月26日 - 2018年2月15日、ニコニコ生放送）

- 堀江由衣特番
  - NICONICO STATION（2011年5月20日、ニコニコ生放送）
  - NICONICO STATION #02（2012年2月22日、ニコニコ生放送）
  - NICONICO STATION #03（2012年7月20日、ニコニコ生放送）
  - NICONICO STATION #04（2012年9月16日、ニコニコ生放送）
  - NICONICO STATION #05（2013年9月15日、ニコニコ生放送）
  - NICONICO STATION #06（2015年1月9日、ニコニコ生放送）
  - NICONICO STATION #07 "Nステ イウィズミー"（2015年3月12日、ニコニコ生放送）
  - 「Golden Time」発売記念 "Gステ"（2013年11月16日、ニコニコ生放送）
  - 海賊ステーション"Kステ"（2013年12月22日、ニコニコ生放送）
  - 【ゲスト：堀江由衣・angela MC：鷲崎健】ニューシングル発売記念特番・Aステ（2015年11月1日、ニコニコ生放送）
  - ゲスト：堀江由衣 MC：鷲崎健「堀江由衣をめぐる冒険Ⅴ」Nスク（2016年4月21日、ニコニコ生放送）
  - ミス・モノクローム2nd album「ボディーガード」発売記念「モノトーーク!」（2017年9月30日、ニコニコ生放送）

- 田村ゆかり特番
  - 田村ゆかりベストアルバム発売記念特番「ゆかり☆ちゃんねる」（2012年10月16日、ニコニコ生放送）
  - 田村ゆかり LOVE ♡ LIVE * Fall in Love *発売記念特番「ゆかり☆ちゃんねる2」（2013年5月28日、ニコニコ生放送）
  - 『17才だよ?!ゆかりちゃん祭り!!』BD&DVD発売記念特番「ゆかり☆ちゃんねる3」（2013年7月24日、ニコニコ生放送）
  - ニューアルバム『螺旋の果実』発売記念特番「ゆかり☆ちゃんねる4」（2013年11月20日、ニコニコ生放送）
  - 最新LIVE BD&DVD『*Cute'n ♡ Cute'n Heart*』発売記念特番「ゆかり☆ちゃんねる5」（2014年1月16日、ニコニコ生放送）
  - 最新LIVE BD&DVD『＊FruitsFruits♡Cherry＊&＊CaramelRibbon＊』発売記念特番「ゆかり☆ちゃんねる6」（2014年8月20日、ニコニコ生放送）
  - ニューシングル「あのね Love me Do」発売記念特番 「ゆかり☆ちゃんねる7」（2014年12月21日、ニコニコ生放送）
  - ニューシングル「好きだって言えなくて」発売記念特番「ゆかり☆ちゃんねる8」（2015年3月31日、ニコニコ生放送）
  - 最新LIVE Blu-ray&DVD「田村ゆかり LOVE ♡ LIVE *Lantana in the Moonlight*」発売記念特番「ゆかり☆ちゃんねる9」（2015年8月2日、ニコニコ生放送）
  - コンサート Blu-ray『神楽坂ゆか ファーストコンサート「〜初めてだから…ね?お熱にサマーキッス♡〜」』発売記念特番 ゆか☆たんねる（2015年2月3日、ニコニコ生放送）

- 水樹奈々特番
  - 25thシングル「純潔パラドックス」発売記念特番 「水樹奈々の純潔生放送!」（2011年8月3日、ニコニコ生放送）
  - 水樹奈々28thシングル「BRIGHT STREAM」発売記念特番 『水樹奈々のniconico STREAM』（2012年7月25日、ニコニコ生放送）
  - 水樹奈々29thシングル『Vitalization』発売記念 「夏の奈々祭り」 第四夜（2013年7月29日、ニコニコ生放送）
  - 水樹奈々30thシングル「禁断のレジスタンス」発売記念特番 "禁断の生放送"【本人生出演&歴代シングル一挙配信】（2014年10月15日、ニコニコ生放送）
  - 水樹奈々〜32ndシングル『Angel Blossom』発売直前記念特番〜 『AngelでBlossomな公開ニコニコ生放送』（2015年4月18日、ニコニコ生放送）
  - 水樹奈々ニューシングル「Destiny's Prelude」「TESTAMENT」2枚同時リリース記念 公開ニコ生（2017年7月19日、ニコニコ生放送）
  - 水樹奈々 38th Single「NEVER SURRENDER」発売記念特番 supported by animelo mix（2018年10月24日、ニコニコ生放送）
  - 水樹奈々 13th ALBUM「CANNONBALL RUNNING」発売記念特番 supported by animelo mix（2019年12月12日、ニコニコ生放送）
  - 水樹奈々 40thシングル「FIRE SCREAM / No Rain, No Rainbow」発売記念特番 supported by animelo mix（2020年10月7日、ニコニコ生放送）
  - 水樹奈々 41st Single「Get up! Shout!」発売記念特番 supported by animelo mix（2021年10月27日、ニコニコ生放送）
  - 水樹奈々 14thアルバム「DELIGHTED REVIVER」リリース記念特番 supported by animelo mix（2022年7月7日、ニコニコ生放送）

- 水瀬いのり特番
  - 水瀬いのり 2nd Album「BLUE COMPASS」発売記念特番 supported by animelo mix（2018年5月24日、ニコニコ生放送）
  - キリンレモン×水瀬いのり アニメ版「まっすぐに、トウメイに。」TV-CM放送決定!記念ライブトーク（2018年7月30日、ニコニコ生放送）
  - 水瀬いのり 3rd ALBUM「Catch the Rainbow!」発売記念特番 supported by animelo mix（2019年4月10日、ニコニコ生放送）
  - 水瀬いのり「Inori Minase LIVE TOUR 2020 We Are Now」振替特番 supported by animelo mix（2020年7月25日、ニコニコ生放送）

- 小倉唯特番
  - 小倉唯2ndシングル「Baby Sweet Berry Love」発売記念特番 「ゆいかじり」（2013年4月23日、ニコニコ生放送）
  - 小倉 唯 1stアルバム「Strawberry JAM」発売記念特番「ゆいかじり」（2015年3月25日、ニコニコ生放送）

- 石原夏織特番
  - 石原夏織 1st Album「Sunny Spot」発売記念特番 supported by animelo mix（2018年11月14日、ニコニコ生放送）
  - 石原夏織 1st LIVE TOUR「Face to FACE」振り返りニコ生特番 supported by animelo mix（2020年3月25日、ニコニコ生放送）
  - 石原夏織 2nd LIVE「MAKE SMILE」振り返りニコ生特番 supported by animelo mix（2021年3月24日、ニコニコ生放送）

- ゆいかおり特番
  - 今年の夏も見逃せない!ゆいかおりニューシングル「Ring Ring Rainbow!!」発売記念特番『ゆいかおりまるごと100%』（2015年8月9日、ニコニコ生放送）

- 悠木碧特番
  - 悠木碧 2ndプチ・アルバム「メリバ」発売記念特番 妹も宜しくお願いします。（2013年2月13日、ニコニコ生放送）
  - "petit milady" 1stシングル発売記念特番「小さな淑女の生放送」（2013年5月5日、ニコニコ生放送）
  - 【シリアル限定放送】petit milady 2ndシングル発売記念イベント 「プチミレ・エアライン〜お客様の中にムッチュ☆はいませんか?〜」（2014年3月2日、ニコニコ生放送）
  - 悠木碧 3rdプチアルバム「トコワカノクニ」発売記念特番（2016年12月14日、ニコニコ生放送）

- アクセル・ワールド 〜加速するラジオ〜（2012年3月18日 - 2013年4月1日、ラジオ大阪・HiBiKi Radio Station）
  - アクセル・ワールド 〜加速するラジオ〜INFINITE∞BURST（2016年6月24日 - 11月18日、HiBiKi Radio Station）[13]
- ソードアート・オンエアー（2012年5月21日 - 2013年3月25日、超!A&G+、HiBiKi Radio Station）
  - ソードアート・オンエアーII（2014年6月7日 - 2015年2月28日、超!A&G+・HiBiKi Radio Station）
- アニキン〜Satellite Radio（2012年7月7日 - 2013年12月21日、超!A&G+）

- A&G 超RADIO SHOW〜アニスパ!〜（2004年4月3日 - 2015年3月28日、文化放送）

- A&G ARTIST ZONE 鷲崎健の2h（2010年10月8日 - 2015年4月3日、超!A&G+）
- クロスアンジュラジオ（2014年11月28日 - 2015年6月5日、音泉）
- ジェンガでナイト!（2014年4月11日 - 2015年1月30日、【セカンドシーズン】2015年4月10日 - 2015年9月25日、超!A&G+）
- 桑島法子 20周年記念アルバムリリース記念『HouKo ChroniCle』（2015年10月21日、ニコニコ生放送）
- JAM Project 15th Anniversary THE STRONGER'S RADIO -MOTTO! MOTTO!!-（2015年11月4日、文化放送）
- 終わりのラジオ（2015年2月20日 - 2016年1月15日、音泉・HiBiKi Radio Station・アニメイトTV）
- ワシスタ〜意外とおもしろい番組〜（2014年4月8日 - 2016年3月22日、ニコニコ生放送）
- 鷲崎健の王様は退屈じゃ!（2012年7月7日 - 2016年3月26日、ラジオ関西）
- A&G ARTIST ZONE THE CATCH（2015年4月10日 - 2016年4月1日、超!A&G+）
- オムニボット ナイト!（2015年10月2日 - 2016年9月30日、超!A&G+）
- 鷲崎健・白井悠介のRadio X計画（2015年10月3日 - 2017年4月1日、文化放送）
- FM鷲ノ繪（2014年7月1日 - 2017年6月27日、fmさくだいら）
- A&G ARTIST ZONE オッド・アイのTHE CATCH（2017年10月6日 - 27日、超!A&G+）[14]
- 浅沼晋太郎・鷲崎健の「思春期が終わりません」（2014年6月4日 - 2017年12月27日 、HiBiKi Radio Station）[15]
- 鷲崎健・久保ユリカ 仕事で会えないからラジオはじめました。（2019年2月8日、音泉）[16]
- 俺たちを好きなのはリスナーだけかよ（2019年10月3日 - 2020年3月26日 、音泉）[17]
- ワシザキスタイル*ヨシオカモード（2019年10月6日 - 2024年12月29日、超!A&G+）[18]
- 文化放送サタデープレミアム にじさんじvs鷲崎健の異次元トークFight!!（2019年12月7日、文化放送、超A&G+）
- 武田真治・鷲崎健の よォーこそ RCサクセション（2020年5月5日、文化放送）
- 天ちゃんのpoiq研究所（2022年4月3日 - 2023年3月30日、YouTube）[19][注 1]
- 鷲崎健のヒマからぼたもち（2022年4月10日 - 2024年3月24日、文化放送）

#### ゲスト
- 宮本侑芽のぽじ×ぽじ 第54回（2021年5月15日 超!A&G+）[21]

### テレビアニメ
- のらみみ2（黒丸）
- 這いよれ! ニャル子さん（本人）

### テレビ
- アニメぱらだいす!（キッズステーション、2007年4月 - 2010年3月）
- コンテンツビジネス最前線 ジャパコンTV（BSフジ） 乙産軽一郎〈声の出演〉※アニメーションパート
- 萌える!泣ける!燃える ゼロ年代 珠玉のアニメソングスペシャル（NHK BS2）
- LIS★P（りすぷろでゅーす）（BSフジ、2011年4月16日 - 9月17日） 声の出演
- キングラン アニソン紅白2011 supported by スカパー!（第2部、第3部）（2011年12月31日）
- キングラン Presents アニソンキング（2012年12月31日）
- ヴォイス・アカデミア（BSフジ、2013年4月7日 - ） 声の出演
- キングラン Presents アニソンキング supported by スカパー!（2013年12月31日）
- あにむす!（テレビ東京、2014年10月2日 - 2015年9月）
- MJ presents 祝15周年!水樹奈々77分生放送スペシャル!（NHK BSプレミアム、2015年12月5日）

### 司会進行
- 東京ゲームショウ2004 第一回A&G女王決定戦
- 愛とかほるのラブフェロモン DJCD SP1（薫る、愛の空騒ぎコーナー）
- CLAMPトークライブ
- 東京キャラクターショー2005・メインステージ 極上生徒会トークショウ
- 東京ゲームショウ2005 文化放送A&Gライブ。 出演：鷲崎健、浅野真澄、山本麻里安、伊福部崇、長谷川のび太
- 黒ネコ集会 Vol.6 〜秘密地下倶楽部〜（堀江由衣ファンクラブイベント）
- 東京国際アニメフェア2007声優アワードスペシャルステージ
- みなみけイベント…司会（2007年10月27日、Shibuya O-EAST）出演：鷲崎健、佐藤利奈、井上麻里奈、茅原実里、柿原徹也、小野大輔
- MF文庫Jアニメフェスティバル かのこん VS ゼロの使い魔
- 東京国際アニメフェア2008声優アワードスペシャルステージ
- 東京国際アニメフェア日本声優事業社協議会ステージ「声のから騒ぎ!マネージャーが語る声優業界のホントの話・ウラ話」
- Animelo Summer Live 発表記者会見
- READING FOR THE TIES 2008 チャリティーイベント（2008年6月28日）
- 放送直前!鋼鉄三国志前夜祭〜集え六駿 駿逸なる風のもとへ〜
- Wonderful Hobby Life for You!!9 ニコニコ動画presents ビリー・ヘリントン来日記念figmaトークショー（2009年2月14日）
- KARA First Showcase in JAPAN 2010（2010年2月7日、東京都港区・赤坂BLITZ）
- KAMILIA JAPAN KICK OFF MEETING 〜Here we go!〜 2010（2010年5月9日、神奈川県・横浜みなとみらい大ホール）
- 大喜利実力判定考査2010（2010年7月19日）
- Endless Summer , Endless Radio 〜真夏のA&G同窓会〜（2010年8月8日）
- ギラサマ祭（カーニバル）（2010年8月15日）
- 『アニメ店長』プレゼンツ!!アニメイト一押し美少女アニメまつり（2010年11月20日）
- 「まりあ†ほりっく あらいぶ」小林ゆうのキャラクター思いっきり生電話（2011年4月10日）
- みなさまあっての麻生夏子ですお誕生日会（2011年8月6日、渋谷WWW）
- アニサマ2011楽屋スペシャル 〜Together for Tomorrow〜（2011年8月28日）
- キングラン アニソン紅白2011 supported by スカパー! 第2部、第3部（2011年12月31日、白組司会）
- K-Who is the next-（2013年5月26日、パシフィコ横浜 国立大ホール）
- しろくまカフェ 七夕だよ!笹に願いを!（2013年7月7日、東京国際フォーラム）
- リスアニ! LIVE 4（2014年1月25・26日）ニッポン放送アナウンサー吉田尚記と共に
- サムライフラメンコ〜ヒーローは終わらない〜（2014年4月13日、中野サンプラザ）
- 弱虫ペダル スペシャルイベント 〜LE TOUR DE YOWAPEDA〜（2014年5月18日、日本青年館）
- 鬼灯の冷徹スペシャルイベント 獄卒音楽連盟プレゼンツ「地獄の大宴会」（2014年6月1日、日比谷公会堂）
- ANIME JAM2014（2014年12月14日）
- リスアニ! LIVE 5 SUNDAY STAGE（2015年1月25日）
- クロスアンジュ 天使と竜の祭（フェスタ）（2015年2月22日、パシフィコ横浜 国立大ホール）
- 終わりのセラフせらふぇす（2015年9月21日、ゆうぽうとホール）
- 劇場版 蒼き鋼のアルペジオ -アルス・ノヴァ- Cadenza 舞台挨拶（2015年10月3日・4日）
- アルスラーン戦記 ヤシャスィーン!カーニバル（2015年10月11日）

### 舞台
- 伊福部崇プロデュース・小野坂昌也コントライブ（全3回）
- キャラメルアカデミーぷちっミュージカル（アンドロイド役）
- 智一・美樹のラジオビッグバン BGP卒業公演（2004年・2005年）

### ゲーム
- ロストカラーズ（自転車創業） - オープニング・エンディング
- チェインクロニクル（大海の暴れ鮫トゥバラオ役）

### ショートムービー
- 無論拳（主役）

### イベント
- 声旬!Presents鷲ノ繪
- A&Gオールスター
- 鷲崎ジャングル
- わしみず
  - わしみず〜トークの日SP〜（2006年10月9日 渋谷TAKEOFF7）
  - わしみず〜コブクロ対決〜（2007年3月19日 渋谷TAKEOFF7）
  - わしみず〜♪きっと君は来ない〜（2007年12月24日 Shibuya O-nest）
  - わしみず〜尾崎対決〜（2008年4月13日日 渋谷TAKEOFF7）
  - わしみず〜対決休戦!?〜（2008年8月16日 SHIBUYA CLUB QUATTRO）
  - わしみず〜最高のバラード対決〜（2009年10月6日 SHIBUYA CLUB QUATTRO）
  - わしみず〜ラップ対決〜（2010年1月11日 渋谷TAKEOFF7）
  - わしみず〜応援歌対決（2011年4月3日 Shibuya O-nest）
  - わしみず〜Birthaday〜（2012年5月19日 渋谷TAKEOFF7）
  - 清水香里BirthdayLive〜鷲崎健と清水香里でわしみず〜（2014年5月21日 渋谷TAKEOFF7）
  - わしみず〜東京オリンピック対決〜（2015年5月24日 渋谷TAKEOFF7）
  - 音楽トークバラエティイベント「わしみず」（2016年5月22日 渋谷TAKEOFF7）
  - わしみず〜PartySong対決〜（2017年11月29日 渋谷TAKEOFF7）

## 音楽活動

### ディスコグラフィ

#### アルバム
|     | 発売日         | タイトル                 | 規格品番  | 最高位 |
| --- | -------------- | ------------------------ | --------- | ------ |
| 1st | 2008年12月5日  | Silly Walker             | AMET-0003 | 161位  |
| 2nd | 2010年5月22日  | SINGER SONG LIAR         | AMET-0006 | 22位   |
| 3rd | 2012年5月23日  | 「I Love You」のある世界 | AMET-0007 | 28位   |
| 4th | 2015年10月26日 | What a Pastaful World    | AMET-0016 | 40位   |
| 5th | 2025年7月23日  | えくぼヶ原飄夢譚         | AMET-0027 |        |

#### シングル
|                                          | 発売日         | タイトル                    | 規格品番   | 収録曲 | 最高位 |
| 鷲崎健                                   | 鷲崎健         | 鷲崎健                      | 鷲崎健     | 鷲崎健 | 鷲崎健 |
| ---------------------------------------- | -------------- | --------------------------- | ---------- | --- | ------ |
| 1st                                      | 2016年12月11日 | ヨナヨナ 〜Yoke of Nights〜 | QRAG-100   | 1. ヨナヨナ 〜Yoke of Nights〜 2. ダーリンダーリン 3. Babyにならないで／鷲崎健 feat.学園祭学園 4. ヨナヨナ 〜Yoke of Nights〜（instrumental） 5. ダーリンダーリン（instrumental）  | -      |
| 鷲崎健・浅沼晋太郎（浅沼晋太郎・鷲崎健） |                |                             |            | |        |
| 1st                                      | 2017年2月22日  | 思春期は終わらない!         | BRMM-10072 | 1. 思春期は終わらない! 2. 走れ!チェアー 3. 彼女はサイボーグ 4. 思春期は終わらない! -instrumental- 5. 走れ!チェアー -instrumental- 6. 彼女はサイボーグ -instrumental-               | 64位   |
| 2nd                                      | 2018年8月29日  | 思春期 is Coming Back       | AMET-0020  | 1. 思春期 is Coming Back 2. boy my boy 3. ノー・シネマ・パラダイス 4. 思春期 is Coming Back -instrumental- 5. boy my boy -instrumental- 6. ノー・シネマ・パラダイス -instrumental- | -      |

#### その他
- アコースティックギター・オタクブルース（自転車操業）

1. フラフラ節
2. ザッツマイナンバー
3. ヨウコソココヘ
4. スペランカー
5. ハムスター
6. VOICES...
7. 地に足
8. 夢で会いましょう
9. boy my boy
10. メンバー紹介

- アニメロ新人オーディション〜Memorial Songs〜（2008年12月24日発売）
  - 鯖
- 鷲崎健の王様は退屈じゃ!CD特別編2
  - 王様は退屈じゃ!
- ROCK IN DISNEY 〜Season of the Beat（2016年7月27日発売）
  - 君のようになりたい
- 恋／星野源（2016年10月5日発売）
  - Continues（コーラスとして参加）

### ライブ
- 鷲崎健 1st ワンマンライブ
  - 東京公演（2015年12月19日、なかのZERO 大ホール）
  - 大阪公演（2016年1月16日、ESAKA MUSE）

### ユニット活動
詳細は該当項目を参照のこと。
ポアロ
放送作家の伊福部崇とのユニットでギター、ボーカル、作詞、作曲担当。
吉田ぽあ郎
ポアロの変名ユニット。「吉田まにあーな」名義でギター、ボーカル、作曲を担当。
milk rings
『アニスパ!』で共演する浅野とのユニット。
ナナケンキッコ
『セガサミーアワー はーい井上商店ですよ!』で結成されたユニット。
鷲崎健 & 内田稔
主に「小尾元政 Presents アコギな夜」や、「影山ヒロノブ・遠藤正明・きただにひろしの「ゆかいな仲間たち」」での編成。アコースティック編成で鷲崎が弾き語り、内田がパーカッションを担当する。
わしみず
清水香里と鷲崎のユニット。同名のライブイベントを開催している。
小野坂昌也 with TEI
小野坂昌也、榎本温子、伊福部崇と鷲崎のユニット。『小野坂・伊福部のUNHAPPY』で結成されたユニット。「TEI」は、健・榎本・伊福部のそれぞれの頭文字を繋げたものである。
飯塚雅弓&鷲崎健
『Voice of A&G Digital 超ラジ!』のオープニングテーマ曲「message」（作詞：飯塚、作曲：鷲崎、歌2人）、同エンディングテーマ曲「恋のmelody」（作詞・歌：飯塚、作曲：鷲崎）を担当。
遠藤会
遠藤正明と、その飲み仲間であるbamboo（milktub）、やまけん、鷲崎の4名で結成されたユニット。ライブを行ったほか、テレビアニメ『健全ロボ ダイミダラー』のオープニングテーマ「健全ロボ ダイミダラー」を担当した。
鷲崎健 with かなでももこ featuring MCしのっち
『ワシスタ〜意外とおもしろい番組〜』の番組テーマソングを担当。2014年の4月〜10月に出演したゲストから番組感想コメントを一言ずつ貰いそのコメントをまとめたものを歌詞にしている。最終回にて各音楽ダウンロードサイトにて配信が発表された。
オッド・アイ
『鷲崎健のヨルナイト×ヨルナイト』の火曜アシスタント沢口けいこ（predia）、水曜アシスタント青木佑磨との鷲崎の3人で結成されたアイドルユニット。イメージカラーは沢口はピンク、青木はブルー、鷲崎はイエロー。
Middle Shisyunkeys
『思春期が終わりません!!』のパーソナリティである鷲崎健・浅沼晋太郎と、当ラジオの放送作家である川尻恵太、川尻が不在の際のサブ作家である砂川禎一郎の4人で結成されたユニット。当番組のテーマソング・エンディングテーマ5曲をミニアルバムとして発売。

### 詞曲提供
- 長嶋はるか（虹のラプソディー）『Happy Go Lucky!』（2010年）
- 緒方恵美（Rebuild） 『ハッピーの誕生』（2012年）
- 櫻井孝宏&井口裕香（こむちゃっとカウントダウン Vocal CD 2014） 『Radio Prayer』（2014年）
- 井口裕香（Love） 『めっちゃ好っきゃもん!』（2017年）
- 伊藤かな恵（デアエタケシキ） 『Homing -帰巣本能-』（2017年）
- 石飛恵里花（フライト☆ガール） 『フライト☆ガール』（2019年）
- 石飛恵里花（フライト☆ガール） 『Good Looking Lady』（2019年）
- 橋本和（夏雲color） 『夏雲color』（2023年）

### 作詞提供
- おかあさんといっしょ 『オー!ことわざソング』（2007年、作曲：小杉保夫）
- 櫻井孝宏（こむちゃっとカウントダウン Vocal CD 2011） 『No Back Page』（2011年、作曲：飯塚昌明）
- milktub（20step voltex） 『マイ・ウェイト』（2011年、作曲：milktub）
- Pyxis（ダイスキ×じゃない） 『残像』（2017年、作曲：櫻口葵子）

### 作曲提供
- 浅野真澄 『ヴァニラエッセンス』（2005年、作詞：浅野真澄）
- 浅野真澄 『バカみたいな青空』（2005年、作詞：伊福部崇）
- 野村香菜子、駒形友梨、角元明日香（合言葉はWHO） 『合言葉はWHO』（2018年、作詞：野村香菜子、駒形友梨、角元明日香）

### オリジナル曲
「小尾元政 Presents アコギな夜」などのライブやラジオ等でオリジナルソングを多数披露している。また、Podcast QRで使用されるジングルを歌っている。

### 参加楽曲
- Continues 星野源
  - コーラスで参加

## 書籍

### カドカワ・ミニッツブック連載
- 成すも成さぬもないのだが 第一回 肩書きのないラジオパーソナリティ（ブックウォーカー、2014年9月25日）
- 成すも成さぬもないのだが 第二回 とても個人的な音楽のはなし（ブックウォーカー、2014年11月25日）
- 成すも成さぬもないのだが 第三回 鮫について語ろう（ブックウォーカー、2015年1月20日）
- 成すも成さぬもないのだが 第四回 富士山、巨人、レディー・ガガ（ブックウォーカー、2015年3月20日）
- 成すも成さぬもないのだが 第五回 十代の自分に如何にして友達が出来たのか、または出来なかったのか（ブックウォーカー、2015年5月28日）
- 成すも成さぬもないのだが 第六回 アニスパの話（ブックウォーカー、2015年8月13日）

### 単行本
- 成すも成さぬもないのだが これまでもこれからも（ブックウォーカー、2015年11月10日 / KADOKAWA、2015年11月10日）

## アニラジアワード受賞歴
- RADIO OF THE YEAR 最優秀ラジオ大賞
  - 第5回（2018年） 鷲崎健・藤田茜のグレパラジオ 鷲崎健、藤田茜 音泉
- BEST MALE RADIO 最優秀男性ラジオ賞
  - 第1回（2014年） 浅沼晋太郎・鷲崎健の「思春期が終わりません」 浅沼晋太郎、鷲崎健 響
  - 第3回（2016年） 新人 鷲崎健のヨルナイト×ヨルナイト 鷲崎健、沢口けいこ（火）、青木佑磨（水） 超!A&G+
  - 第5回（2018年） 思春期が終わりません!!	浅沼晋太郎、鷲崎健 超!A&G+
- BEST FUNNY RADIO 大笑いラジオ賞
  - 第4回（2017年） 一般 鷲崎健のヨルナイト×ヨルナイト 鷲崎健、沢口けいこ（火）、青木佑磨（水） 超!A&G+
- BEST RETURN HOPE RADIO 復活希望ラジオ賞
  - 第6回（2019年） アクセル・ワールド〜加速するラジオ〜 鷲崎健、三澤紗千香 響
- BEST MALE AND FEMALE RADIO 最優秀男女ラジオ賞
  - 第5回（2018年） 鷲崎健・藤田茜のグレパラジオ 鷲崎健、藤田茜 音泉
  - 第6回（2019年） 鷲崎健・藤田茜のグレパラジオP 鷲崎健、藤田茜 音泉
- BEST SPECIAL RADIO 特別ラジオ賞
  - 第7回（2020・2021年） 鷲崎健・千葉翔也 今んとこやや好き 鷲崎健、千葉翔也 響